# 天山棘豆
天山棘豆（学名：Oxytropis tianschanica）为豆科棘豆属下的一个种。